# Wanda Grabowska
Wanda Grabowska (ur. 2 lutego 1883 w Kowlu, zm. 18 października 1957 w Piotrkowie Trybunalskim) – polska nauczycielka, działaczka społeczna i niepodległościowa, dyrektorka Gimnazjum Humanistycznego Żeńskiego Zrzeszenia Nauczycieli Szkół Średnich w Piotrkowie. Zaangażowana w działalność oświatową, konspiracyjną oraz polityczną. Uczestniczka tajnego nauczania w okresie II wojny światowej. Reprezentantka pokolenia kobiet, które odgrywały aktywną rolę w walce o niepodległość Polski.

## Pochodzenie i młodość
Urodziła się w rodzinie o szlacheckich korzeniach. Jej ojciec, Jan Grabowski, był urzędnikiem kolejowym, a matka, Konstancja z Psarskich, pochodziła z rodziny ziemiańskiej. Wychowywana w duchu patriotyzmu i umiłowania polskiej kultury, wcześnie zaangażowała się w działalność na rzecz społeczeństwa. Ukończyła pensję Leonii Rudzkiej w Warszawie. Po uzyskaniu uprawnień nauczycielskich rozpoczęła pracę w Polskiej Macierzy Szkolnej w Lublinie, a następnie od 1907 roku w Zakładzie Naukowym Żeńskim Henryki Domańskiej w Piotrkowie. Angażowała się społecznie, udzielając bezpłatnych lekcji z historii i języka polskiego m.in. w Stowarzyszeniu Polek Pracujących. W latach 1909-1911 studiowała na Wydziale Filozoficznym Uniwersytetu Jagiellońskiego.

## Działalność niepodległościowa
Jej działalność niepodległościowa sięga 1905 roku, kiedy wzięła udział w strajku szkolnym, prowadząc potajemne lekcje m.in. języka polskiego i historii dla dzieci z rodzin kolejarskich w Mławie. W czasie studiów na Uniwersytecie Jagiellońskim wstąpiła do organizacji niepodległościowych działających na terenie Galicji, m.in. do Towarzystwa Szkoły Ludowej, „Zjednoczenia”, Organizacji Młodzieży Niepodległościowej „Zarzewie” oraz „Znicza”. Należała do Oddziału Żeńskiego Polskich Drużyn Strzeleckich. Po wybuchu I wojny światowej wraz z Marią Piłsudską założyła w Piotrkowie Ligę Kobiet Pogotowia Wojennego, organizację kobiecą wspierającą pod względem ideowym i aprowizacyjnym Legiony Polskie. Celem Grabowskiej było skupienie kobiet wokół koncepcji walki o niepodległą Rzeczpospolitą. W pierwszej fazie istnienia organizacja działała w sposób tajny. Prężna działalność Ligi rozpoczęła się w marcu 1915 r., kiedy do Piotrkowa przybył Departament Wojskowy Naczelnego Komitetu Narodowego. Grabowska stała się jedną z sygnatariuszek apelu do Polek, by czynnie zaangażowały się w pracę nad budową niepodległego państwa. Została wybrana wiceprzewodniczącą Ligi. Oprócz działalności organizacyjnej pracowała w założonej przez Ligę herbaciarni oraz gospodzie ludowej wspierającej polskich żołnierzy. Ponadto dzięki niej powstały: księgarnia, biblioteka, pralnia. Organizowała uroczystości patriotyczne, spotkania i kiermasze, z których dochód szedł na cele legionowe. Prowadziła sprawozdania oraz nadzorowała stan finansowy organizacji. Odwiedzała rannych żołnierzy w szpitalu, by przekazywać im wiedzę o historii Polski. 9 maja 1915 roku w Piotrkowie pełniła rolę organizatorki oraz wiceprzewodniczącej I Zjazdu Ligi Kobiet Pogotowia Wojennego, który przerodził się w pierwszy przegląd sił kobiecych, działających na rzecz niepodległości Polski. Podczas zjazdu Liga uznała autorytet NKN, jako reprezentacji narodu polskiego, jednocześnie podkreślając własną niezależność organizacyjną. Kolejny zjazd Ligi odbył się w Piotrkowie 24-26 sierpnia 1916 roku. Grabowska postulowała zdystansowanie się od NKN i rozpoczęcie współpracy z Centralnym Komitetem Narodowym. Do swoich przekonań przekonała większość zgromadzonych. 
W lipcu 1917 roku stanęła na czele nowo utworzonej sekcji opieki nad żołnierzami internowanymi i uciekinierami, co było odpowiedzią na kryzys przysięgowy i aresztowanie żołnierzy legionowych.
Działała na rzecz równouprawnienia kobiet. Była inicjatorką zorganizowania „Wiecu Kobiet wszystkich stanów”. Posiedzenie, na które przybyło 1500 kobiet, odbyło się 17 maja 1917 roku w Piotrkowie. Grabowska postulowała walkę kobiet o czynne i bierne prawa wyborcze na szczeblu lokalnym oraz ogólnopolskim, a także o dopuszczenie kobiet do wszelkich dziedzin pracy na podstawie posiadanych kwalifikacji. 
Oprócz zaangażowania w Lidze Kobiet Pogotowia Wojennego Grabowska działała także w Oddziale Żeńskim Polskiej Organizacji Wojskowej, przyjmując pseudonim „Toporówna”. Była odpowiedzialna za biuro paszportowe, zabezpieczenie łączności oraz prowadzenie Poczty Listów Prywatnych.
13 kwietnia 1931 roku rozporządzeniem Prezydenta Rzeczpospolitej Ignacego Mościckiego za działania na rzecz niepodległości Polski otrzymała Krzyż Niepodległości.
Ponadto w czasie I wojny światowej Grabowska prowadziła prace oświatowe w licznych organizacjach w Piotrkowie, m.in. w Stowarzyszeniu Nauczycielstwa Polskiego, Kole im. Stefana Czarnieckiego Polskiej Macierzy Szkolnej, na Wyższych Kursach Pedagogicznych Żeńskich Polskiej Macierzy Szkolnej, kursach Polskiego Stronnictwa Narodowego.

## Okres międzywojenny
W 1919 roku Grabowska rozpoczęła studia na Wydziale Filozoficznym Uniwersytetu Warszawskiego, które w roku następnym była zmuszona przerwać. 
W sierpniu 1920 roku dobrowolnie zgłosiła się do służby sanitarnej na rzecz rannych żołnierzy w Zwiahelskim Szpitalu Wojskowym w Piotrkowie, by z ramienia Polskiego Czerwonego Krzyża pracować jako siostra hospitantka.
W 1921 roku objęła posadę nauczycielki w Państwowym Seminarium Nauczycielskim Żeńskim w Chełmie, w którym dyrektorką była dr Jadwiga Młodowska. Szkoła była placówką, w której wprowadzano nowe rozwiązania dydaktyczno-wychowawcze, m.in. system daltoński. W 1923 roku Grabowska powróciła do Piotrkowa, by pracować w Gimnazjum Humanistycznym Żeńskim Zrzeszenia Nauczycieli Szkół Średnich w Piotrkowie, którego w 1932 roku została dyrektorką. Pod jej kierownictwem szkoła zyskała renomę instytucji nie tylko dbającej o wysoki poziom nauczania, ale także kształtującej postawy patriotyczne i obywatelskie wśród młodzieży żeńskiej. Grabowska przywiązywała dużą wagę do wychowania moralnego uczennic, przekazując im wartości wyrosłe z idei niepodległościowych i pracy społecznej.
W 1930 r. Grabowska podjęła decyzję o założeniu w Piotrkowie Związku Pracy Obywatelskiej Kobiet, organizacji mającej na celu zapewnienie kobietom bezpośredniego udziału w życiu politycznym i społecznym Piotrkowa. Związek został zalegalizowany w następnym roku. Kierując działalnością Związku Pracy Obywatelskiej Kobiet, Grabowska dążyła do wszechstronnego rozwoju piotrkowianek. Zależało jej na wzroście aktywności zawodowej kobiet, świadomości społecznej oraz nieustannym doskonaleniu się. Popierała inicjatywy obejmujące wykłady z wychowania obywatelskiego i historii Polski, zajęcia edukacyjne dla matek, spotkania z osadzonymi kobietami, wydarzenia literackie, kursy z zakresu przysposobienia wojskowego, a także tworzenie biblioteki.
W latach 1934–1939 pełniła mandat radnej w Radzie Miejskiej Piotrkowa Trybunalskiego z ramienia Powszechnego Bloku Wyborczego Pracy dla Samorządu. 
24 kwietnia 1937 roku uczestniczyła w zebraniu organizacyjnym piotrkowskiego okręgu Obozu Zjednoczenia Narodowego. 

## II wojna światowa
W okresie okupacji niemieckiej Wanda Grabowska zaangażowała się w tajne nauczanie w Piotrkowie Trybunalskim. Organizowała i prowadziła lekcje na konspiracyjnych kompletach, ucząc przedmiotów zakazanych przez niemieckie władze: języka polskiego, historii oraz geografii. W ciągu całej okupacji prowadziła 19 tajnych kompletów oraz nauczała w 52 grupach u innych kierowników. Jej działania skupiały się nie tylko na przekazywaniu wiedzy, lecz także na kształtowaniu postaw moralnych i patriotycznych wśród młodzieży. Tajne komplety prowadziła przez 5 lat i 6 miesięcy. Wspomagała żołnierzy Armii Krajowej. By pomóc konspiratorom zagrożonym aresztowaniem udostępniała im swoje mieszkanie.

## Okres powojenny
W latach 1945–1948 pełniła funkcję dyrektorki Państwowego Gimnazjum i Liceum Żeńskiego w Piotrkowie (dawna szkoła Zrzeszenia Nauczycieli Szkół Średnich), angażując się w odbudowę szkolnictwa. W związku z narastającą stalinizacją oświaty została w 1948 roku odsunięta od pracy i pozbawiona prawa do emerytury. Otrzymała zakaz pracy w szkolnictwie ogólnokształcącym. Władze komunistyczne traktowały ją jako osobę należącą do przedwojennej elity, ideologicznie obcą nowemu ustrojowi i wrogą wobec systemu. Grabowska uzyskała zatrudnienie jako nauczycielka kontraktowa w Gimnazjum i Liceum Spółdzielczym w Piotrkowie, w którym pracowała do 1952 roku. Przez kilka następnych lat pozostawała bez środków do życia. Dopiero w 1957 roku Wojewódzka Komisja Rehabilitacyjna, powołana do życia przez Wydział Oświaty Prezydium Wojewódzkiej Rady Narodowej w Łodzi orzekła, że Grabowska została niesłusznie zwolniona ze stanowiska dyrektorki, wobec czego podlega pełnej rehabilitacji.
Grabowska zmarła 18 października 1957 roku w Piotrkowie Trybunalskim. Została pochowana na cmentarzu rzymskokatolickim.

## Upamiętnienie
- W 1959 roku podczas pierwszego zjazdu absolwentek na gmachu szkolnym przy ul. Słowackiego 9 w Piotrkowie Trybunalskim wmurowano tablicę, która upamiętnia założenie Gimnazjum Zrzeszenia Nauczycieli Szkół Średnich w Piotrkowie. Wśród wymienionych na tablicy założycieli placówki znalazło się także nazwisko Wandy Grabowskiej.
- W 1996 roku na krużgankach klasztoru Panien Dominikanek w Piotrkowie Trybunalskim wmurowano tablicę pamiątkową poświęconą „Dyrektor Wandzie Grabowskiej, wybitnemu pedagogowi, człowiekowi wielkiego serca”.
- W 2025 roku ukazała się biografia Wandy Grabowskiej autorstwa dr Ludwiki Majewskiej. Praca doktorska otrzymała Nagrodę Marszałka Województwa Łódzkiego za najlepszą rozprawę tematycznie związaną z województwem łódzkim. Ludwika Majewska: Wanda Grabowska (1883-1957. Pedagog, działaczka społeczna i niepodległościowa. Kraków: Avalon, 2025[13].